# Aleah Chapin
Aleah Chapin est une peintre américaine née le 11 mars 1986. Elle a remporté le premier prix BP Portrait en 2012. 
Née à Seattle dans l'État de Washington, Chapin grandit sur l'île Whidbey. Elle étudie au Collège des arts Cornish (en), avant de faire sa maîtrise à la New York Academy of Art[réf. nécessaire]. Elle est boursière de troisième cycle de l'académie,. 
Tout en terminant ses études de troisième cycle, Chapin participe à l’exposition 2012 des prix BP Portrait de la National Portrait Gallery de Londres. Elle remporte le premier prix pour son œuvre Auntie, le nu d'une femme d'âge mûr. Elle est la première artiste américaine à remporter ce prix. 
Chapin peint une série de portraits de femmes nues de sa région natale, qu'elle décrit comme ses « tantes ». Elle peint à l'huile en utilisant des photographies des sujets comme source. Elle décrit sa peinture primée, Auntie, comme « une carte de son voyage à travers la vie ». 
La Flowers Gallery accueille sa première exposition, Aunties Project en 2013,. Daniel Maidman a décrit le style des peintures comme étant marqué du passage de Chapin à la NYAA. Pour Maidman, Chapin est capable de raconter l'histoire des femmes âgées avec les marques et les cicatrices que la vie leur a infligées. Il décrit Steps, son tableau de 2012 représentant un groupe de « tantes », comme étant «probablement le tableau le plus ambitieux de Chapin à ce jour», dégageant une confiance en soi presque caricaturale, semblable aux peintures de Rubens. Brian Sewell (en) qualifie quant à lui Auntie de « répugnant et grotesque comtpe-rendu d'un dossier médical »,. 